# Stowarzyszenie Chorzowskich Artystów Plastyków
Stowarzyszenie Chorzowskich Artystów Plastyków lub w skrócie SChAP – polskie stowarzyszenie istniejące od 1998 roku zrzeszające profesjonalnych artystów plastyków związanych zawodowo lub prywatnie z Chorzowem.

## Historia stowarzyszenia
W początkach lat 90. XX wieku artyści związani z Chorzowem tworzyli i organizowali wystawy w ramach tzw. „Grupy Chorzów”. Podczas jednej z wystaw Grupa Chorzów została zaproszona przez Romanę Maciąg (prezydent Paryskiej Akademii Artystów Europy Centralnej) do członkostwa w Akademii i uczestnictwa w organizowanej przez nią paryskiej wystawie „Wejście w nowy wiek”, obok twórców innych krajów naszej części kontynentu. Otwarcie ekspozycji odbyło się 24 lutego 1997 roku w salonie merostwa IV dzielnicy Paryża.
Dwóch artystów chorzowskich, Mariana Knoblocha i Gerarda Grzywaczyka nagrodzono srebrnymi medalami za zasługi dla kultury i sztuki. Bezpośrednio po wystawie artysta Dariusz Kaleta zaproponował sformalizowanie działalności artystycznej środowiska chorzowskiego.
Stowarzyszenie Chorzowskich Artystów Plastyków oficjalnie zarejestrowane zostało 28 kwietnia 1998 roku w Sądzie Wojewódzkim w Katowicach. Pierwszą siedzibą organizacji została (nieistniejąca już dziś) chorzowska Galeria „Przy kominku”, ulokowana przy ul. Jagiellońskiej. Tam też odbyła się oficjalna inauguracja działalności organizacji – otwarta 16 czerwca 1998 roku. Kilka miesięcy później w Muzeum w Chorzowie wzorem wcześniejszych prezentacji twórczości „Grupy Chorzów” zorganizowano I Jesienną Wystawę Stowarzyszenia Chorzowskich Artystów Plastyków. Po roku w Muzeum odbyła się druga prezentacja z cyklu, a miejscem kolejnych - trwających regularnie do dziś - stała się otwarta w 2000 roku Miejska Galeria Sztuki „MM”. Starania na rzecz utworzenia galerii były jednym z celów istnienia SChAP.

## Działania
Wśród celów istnienia SChAP jego członkowie wymieniają ochronę swobody twórczości plastycznej, szerzenie kultury plastycznej oraz pozyskiwanie i propagowanie idei mecenatu artystycznego na terenie miasta i okolic, działalność na rzecz włączenia twórczości plastycznej w społeczny obieg dóbr, myśli i wartości, a także w procesy kształtowania środowiska człowieka. Do innych istotnych celów funkcjonowania SChAP należą propagowanie dorobku artystycznego chorzowskich twórców i artystów z nimi współpracujących, współpracujących także kształtowanie zasad etyki zawodowej oraz propagowanie solidarności organizacyjnej i wzajemne wsparcie.

## Wystawy
Wystawy Stowarzyszenia Chorzowskich Artystów plastyków organizowano wielokrotnie w kraju i zagranicą. Wartościowe przedsięwzięcia artystyczne przyczyniają się do promocji Chorzowa, jako miasta żywej i ambitnej sztuki. Pośród kontaktów artystycznych SChAP ważne miejsce zajmują międzynarodowe plenery i imprezy integracyjne z udziałem przyjezdnych artystów:
- 1998 - I Jesienna Wystawa Stowarzyszenia Chorzowskich Artystów Plastyków;
- 1999 - 2013 - kolejne edycje Jesiennych Wystaw SCHAP[3][4];
- 2014 - 6-27 X - XVII Jesienna Wystawa Stowarzyszenia Chorzowskich Artystów Plastyków, Miejska Galeria Sztuki MM w Chorzowie, ul. Sienkiewicza 3[5];
- 2015 - XVIII Jesienna Wystawa SCHAP, Galeria MM, Chorzów[6];
- 2016 - 3-31 października XIX Jesienna Wystawa SCHAP, Miejska Galeria Sztuki MM, Chorzów[7];
- 2017 - XX JESIENNA WYSTAWA SCHAP 2 - 30 października 2017 r.